# 楊智慧
楊智慧，6世紀仇池氐人，是仇池首領楊紹先的兒子。
楊紹先死後，由楊智慧繼承（《北史》稱紹先之子楊辟邪繼承）。535年南梁收復漢中，智慧遣使上表歸附。